# Der einzig mögliche Beweisgrund zu einer Demonstration des Daseins Gottes
Der einzig mögliche Beweisgrund zu einer Demonstration des Daseins Gottes ist eine philosophische Abhandlung von Immanuel Kant. Sie gilt als das wichtigste Werk von Kants rationalistischer Metaphysik seiner sogenannten „vorkritischen“ Periode, also der Zeit vor dem Erscheinen der Kritik der reinen Vernunft im Jahr 1781. Kant verfasste auf der Grundlage einer langjährigen Beschäftigung mit dem Thema die Beweisgrundschrift im Jahr 1762, sie erschien um den Jahreswechsel 1762/63.
Die Schrift besteht aus drei Abschnitten. Im ersten wird der von Kant später so genannte „ontotheologische“ Gottesbeweis dargelegt: Die Existenz der Welt ist notwendig als Basis alles Denkmöglichen. Anschließend entwickelt Kant notwendige Attribute für den Grund aller Möglichkeiten, wie zum Beispiel Einheit und Einfachheit. Dieser Realgrund muss Willen und Verstand haben; ein solches Wesen bezeichnen wir als „Gott“. Kant folgt hier im Wesentlichen der Argumentation, die er schon in seiner Habilitationsschrift Nova Dilucidatio verwandt hatte. Im zweiten Teil zeigt Kant den „Nutzen“ dieser Art von Gottesbeweisen, den Kant in einer Verbesserung der Physikotheologie sieht. Der dritte Teil enthält eine Kritik anderer Arten von Gottesbeweisen, zum Beispiel des ontologischen Gottesbeweises in der Fassung Descartes’, der von der falschen Voraussetzung ausgeht, dass „sein“ ein „reales Prädikat“ sei. Die im dritten Teil der Schrift verwandten Argumente wird Kant in der Kritik der reinen Vernunft wieder aufgreifen. Wie Bonaventura, Thomas von Aquin und Descartes setzte er sich mit dem Argument, dass Gott „das ist, im Vergleich zu dem nichts Größeres gedacht werden kann“, auseinander.